# Risoluzione 134 del Consiglio di sicurezza delle Nazioni Unite
La risoluzione 134 del Consiglio di sicurezza delle Nazioni Unite fu approvata il 1º aprile 1960 dopo la denuncia di 29 Stati membri riguardante il massacro di Sharpeville del 21 marzo 1960 e "la situazione derivante dalle uccisioni su larga scala di manifestanti disarmati e pacifici contro la discriminazione e la segregazione razziale nell'Unione Sudafricana".
Il Consiglio riconobbe che la situazione era stata determinata dalle politiche del governo sudafricano che avrebbero potuto mettere in pericolo la pace e la sicurezza internazionali.
Il Consiglio espresse la propria rabbia per le politiche e le azioni del governo sudafricano, offrì le proprie condoglianze alle famiglie delle vittime, spinse il governo ad avviare misure volte a realizzare l'armonia razziale basata sull'uguaglianza e ad abbandonare l'apartheid. Il Consiglio chiese quindi al Segretario generale Dag Hammarskjöld di consultarsi con il governo dell'Unione Sudafricana per prendere accordi per aiutare a sostenere i principi della Carta e riferire al Consiglio quando necessario e opportuno.
La delibera fu adottata con 9 voti favorevoli, 0 contrari e l'astensione di Francia e Regno Unito.